# Кунгурська крижана печера
Кунгурська крижана печера — одна з найпопулярніших пам'яток Сибіру та Уралу, є пам'яткою природи загальноросійського значення. Печера розташована у Кунгурському районі Пермського краю, на правому березі річки Силви на околиці міста Кунгур у селі Філіповка, за 100 км від Пермі.
Унікальна геологічна пам'ятка — одна з найбільших карстових печер у Європейській частині Росії, сьома у світі гіпсова печера за протяжністю. Протяжність печери становить близько 5700 м, із яких 1,5 км обладнані для туристичних відвідувань. Середня температура повітря в центрі печери + 5 °C, відносна вологість у центрі печери — 100 %. Кунгурська печера містить 58 гротів, 70 озер, 146 т. зв. «Оргáнних труб» (найвища з яких — в гроті Ефірний, 22 м) — високих шахт, що сягають майже до поверхні.

## Історія
Кунгурська крижана печера відома з незапам'ятних часів. 1703 року за указом Петра I з Тобольська до Кунгура, для складання креслень земель Кунгурського повіту, вирушив відомий географ і картограф того часу Семен Ремезов із сином. Вони склали карту повіту і шлях до Великого підземного озера. У 1703 році Ремезов накреслив план печери. Пізніше Крижану печеру двічі, в 1720 і 1736 роках, відвідав В. М. Татищев, який у праці «Сказання про звіра мамонта» 1736 року пояснив, що під гігантським слоном, який нібито вирив печеру, місцеві жителі мали на увазі вимерлого мамонта. Він же в цій роботі вперше правильно пояснив походження підземних пустот Кунгурської печери і описав свої експерименти для підтвердження своєї теорії. 1736 року Татищев склав детальний план печери, який не дійшов до нашого часу. В 1770 році І. І. Лепьохін описав прохід до Великого озера. Надалі про печеру писали відомі вчені Й. Ґмелін,  М. Я. Кіттари. 1859 року художники Я. М. Іконніков і Головін відвідали печеру і залишили замальовки з неї.
У радянські часи про печеру писали професор Г. О. Максимович та інші. В 1934–1935 роках експедиція Н. М. Переслегіна склала точний план печери. У 1934—1935 роках експедиція «Гідробудпроекту» розвідала віддалену частину підземного лабіринту. 1948 року при печері створено науковий стаціонар, де працювали відомі дослідники Кунгурської печери В. Лукін і Є. Дорофєєв. Від 1952 року печеру вивчали співробітники стаціонару Академії наук СРСР.

## Туризм
Вже в середині XIX століття жителі села Банного (нині Філіповка) водили по печері перших допитливих.
У 1913 році на екскурсії до печери приводив своїх учнів з Харківського комерційного училища Василь Переверзєв, відомий харківський зоолог.
Екскурсії по печері проводяться від 1914 року, коли А. Т. Хлєбников орендував Крижану печеру у місцевої громади селян. Через велику кількість туристів, в 1969 році відкрито Кунгурське бюро подорожей та екскурсій. Пік відвідуваності припав на 1980 рік, коли печеру відвідала 202481 особа. 1994 року печеру відвідало 51400 осіб. У середньому за період від 1924 до 2000 року відвідуваність становила 80000 осіб на рік. Біля печери побудований туристичний комплекс «Сталагміт» — готель, ресторан, автостоянка.

## Гроти
Печера має 58 гротів. Туристи можуть проходити по Великому колу або по Малому колу. У більшості гротів температура близько нуля, екосистема достатньо стерильна (вміст бактерій у повітрі — близько 300 на м³). Є деякі гроти, температура в яких навіть влітку залишається мінусовою, наприклад грот Діамантовий (-2 °C). У гроті Метеорний підсвічування створює враження метеора, що пролітає. Найбільший — грот Географів — 50 тис. м³, на туристичному маршруті — грот Велетень — 45 тис. м³.

## Озера
Особливої краси надають печері озера, вода в яких сполучена з водою річки Силви. Загалом печера налічує 70 озер, найбільше з яких (Велике підземне озеро) має об'єм 1300 м 3, площу 1460 м 2, глибину — до 5 м. В озерах трапляються рачки-крангонікси Хлєбникова і дрібні жаби.

## Цікаві факти
- Першим «хранителем» печери став А. Г. Хлєбников, який від 1914 до 1951 року водив екскурсії та досліджував печеру.
- За однією з легенд, в 1578—1579 роках в околицях печери зимував загін Єрмака, перед походом до Сибіру.
- 13 липня 1914 печеру відвідала німецька принцеса Вікторія Гессен-Дармштадтська разом з дочкою  Луїзою. Вона була старшою сестрою імператриці Олександри Федорівни, дружини останнього російського царя Миколи II.
- У 2003 році знято документальний фільм «Великий Урал і Єкатеринбург», до якого увійшов сюжет про Кунгурську печеру.
- 31 грудня 1974 група студентів спелеологів була змушена зустріти Новий рік в одному з гротів печери, у зв'язку з раптовим обвалом порід, що загородив шлях назовні.[6]

## Галерея

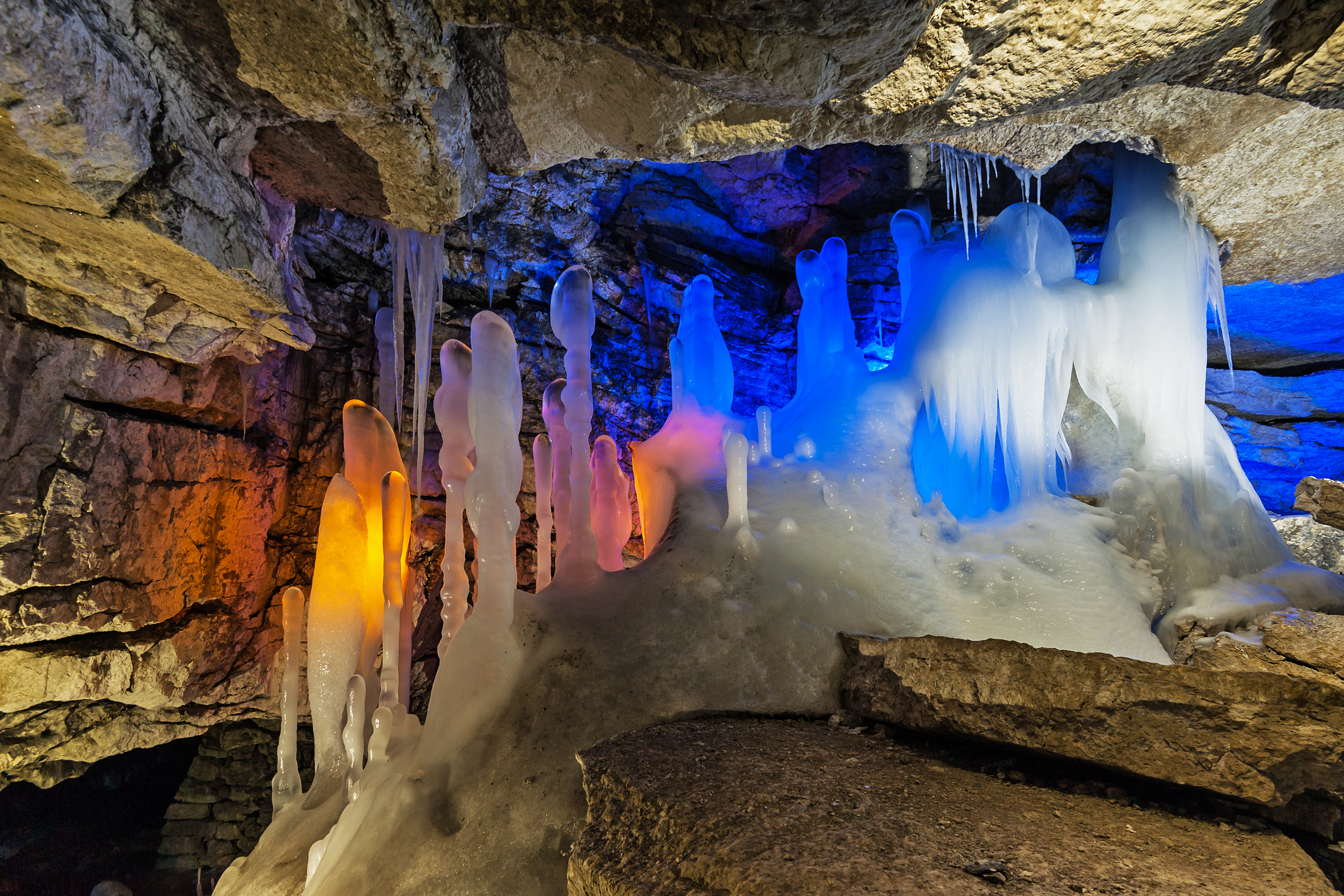
Крига в Кунгурській печері
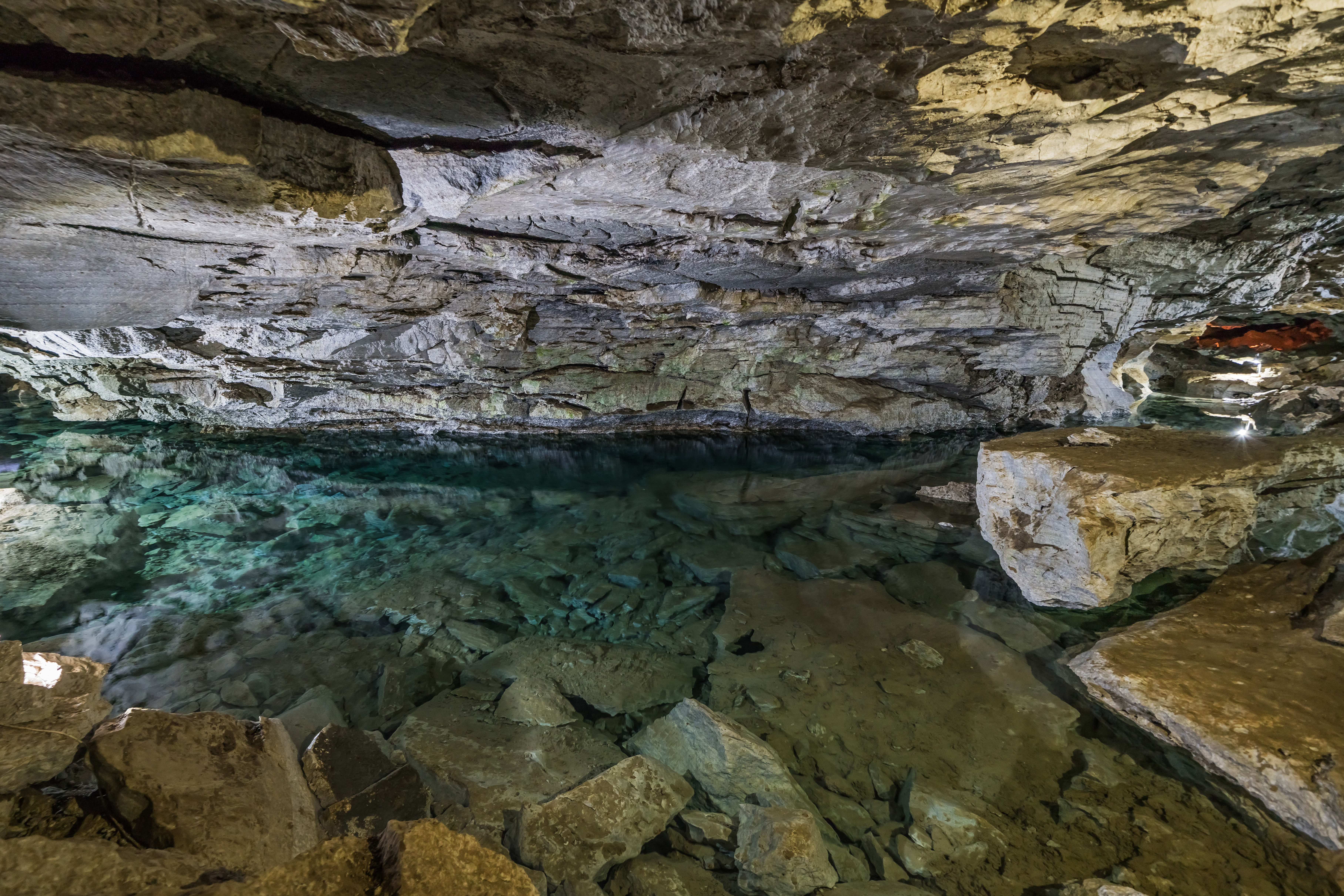
Підземне озеро
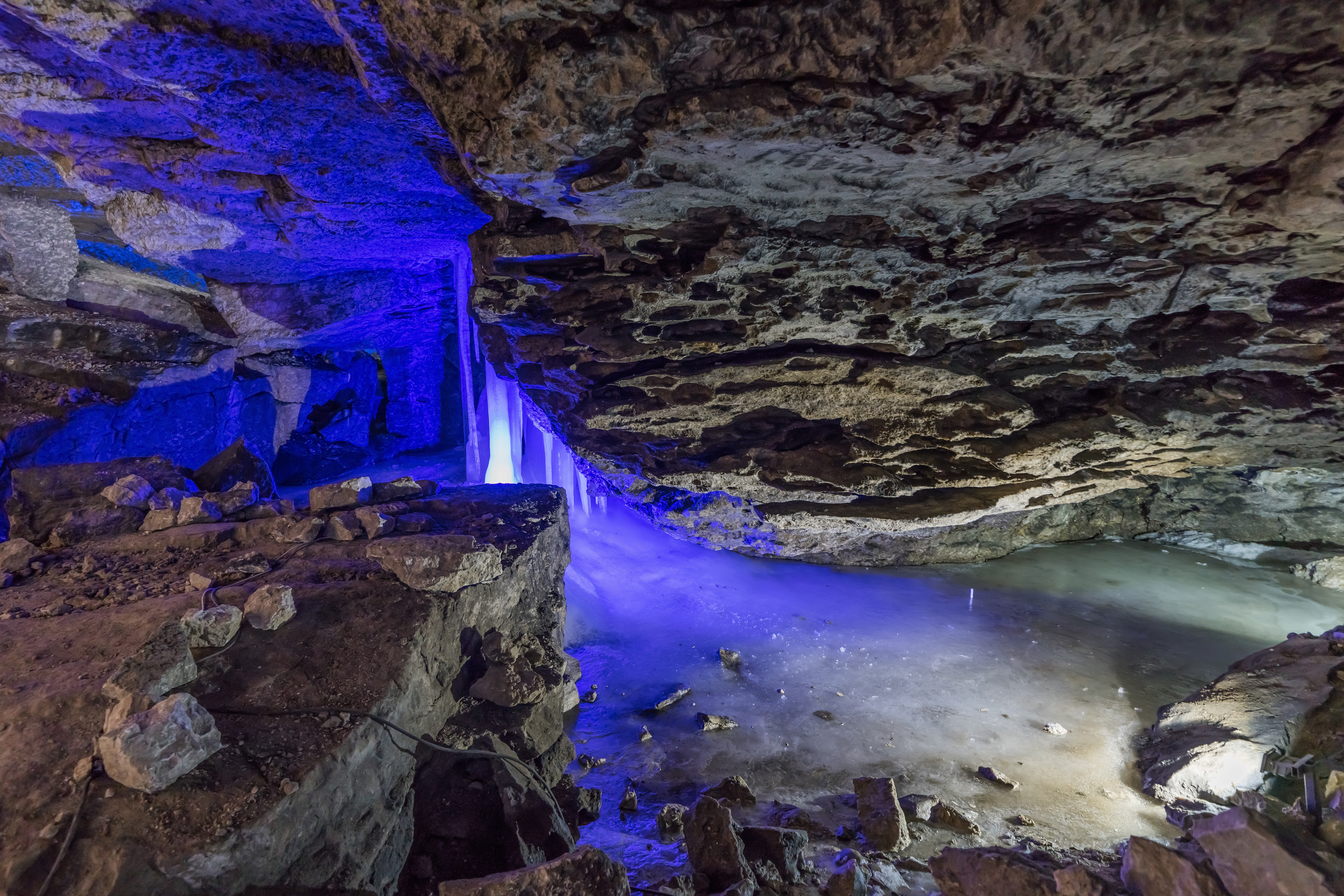
Один із гротів
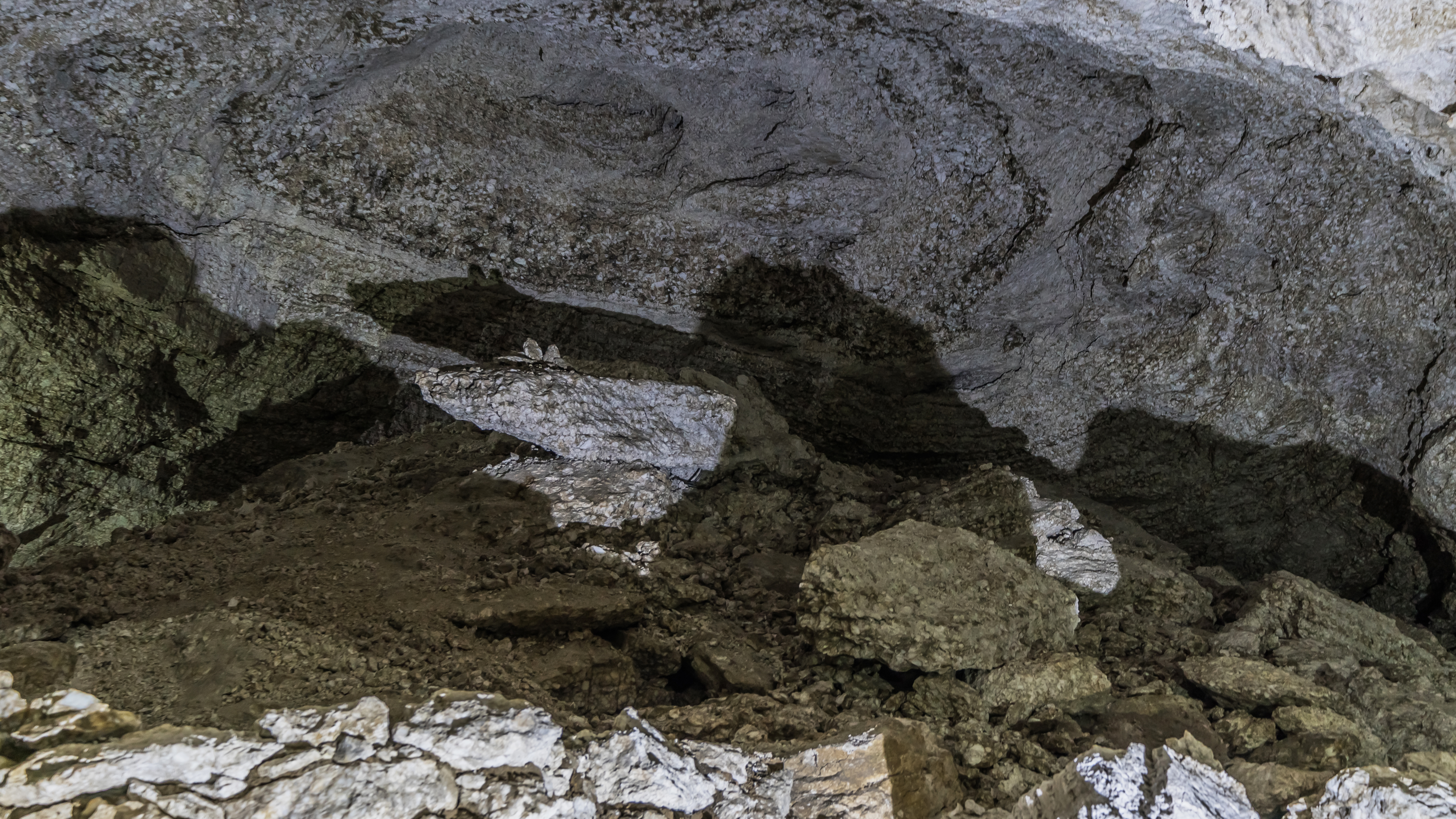
Фігура "Миша"
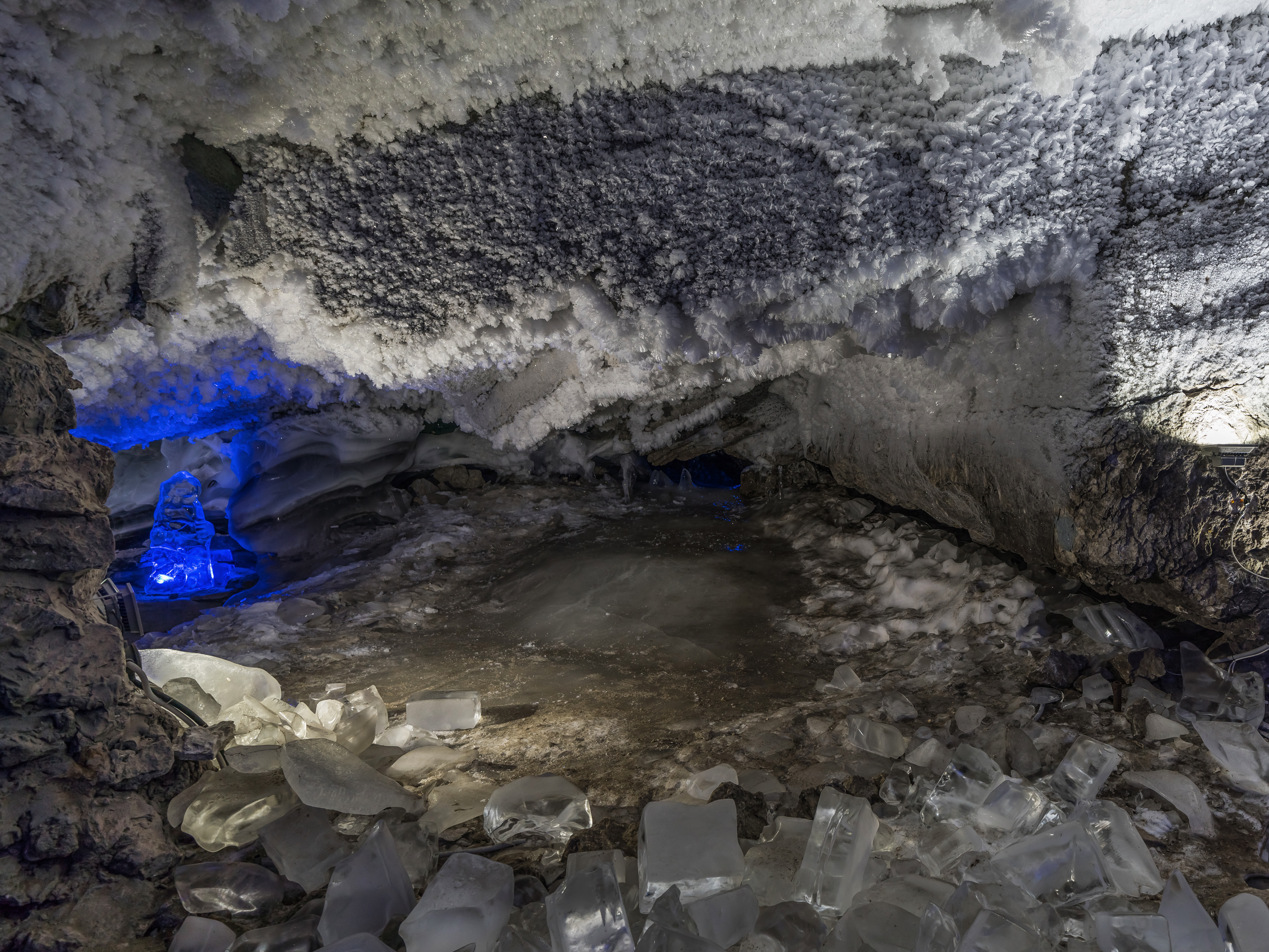
Крига в печері
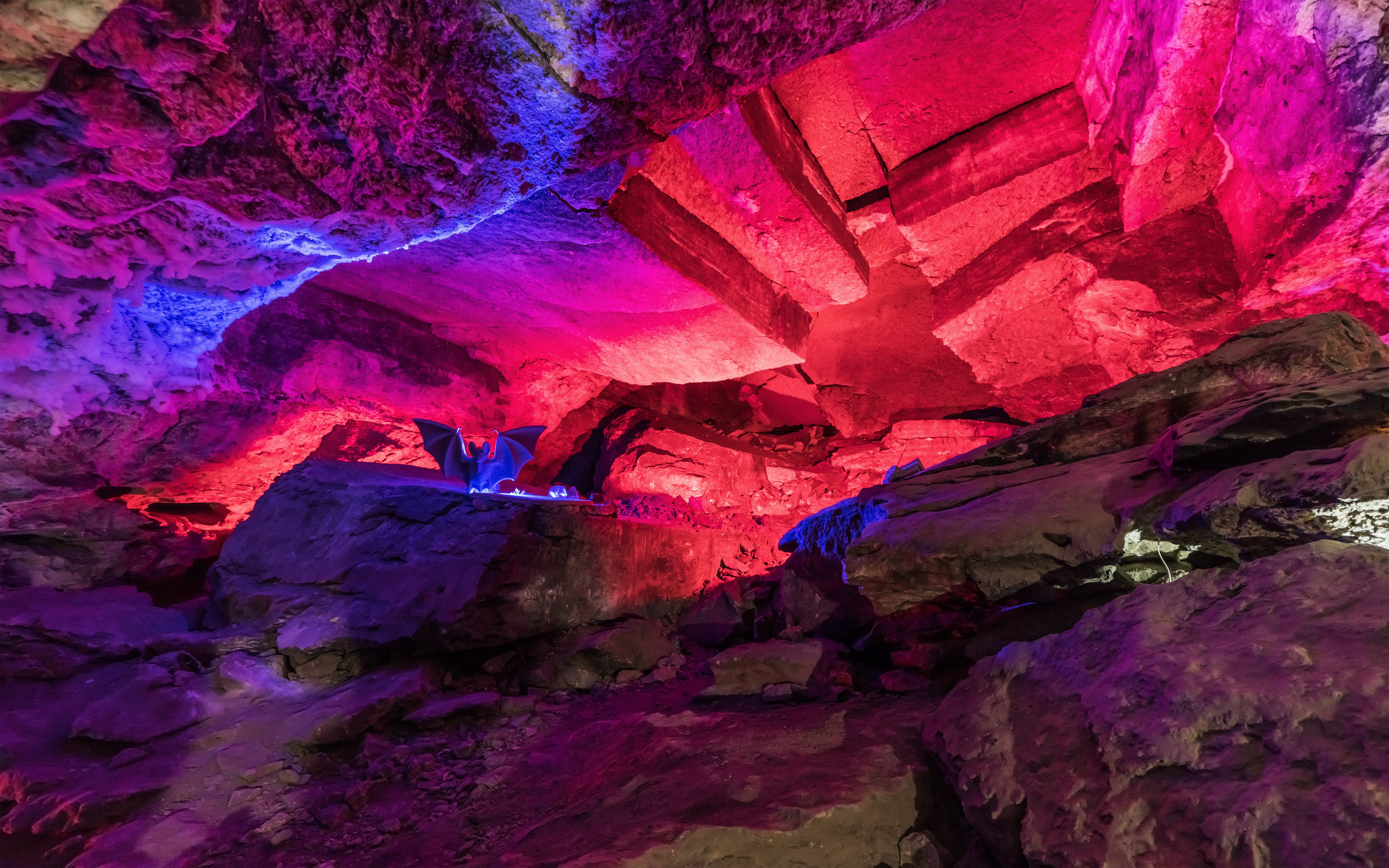
Природні пристелеві блоки в печері